# Kertész Dániel (grafikus)
Kertész Dániel (Budapest, 1963. január 25. –) grafikus, fotográfus, festő, bélyegtervező.

## Életpályája
Az általános iskola elvégzése után – mert rossz jegyei miatt nem nyert felvételt a Képzőművészeti Szakközépiskolába – üvegcsiszolónak tanult. A szakmunkásképző elvégzése után 1980-tól 1983-ig díszletfestő volt a Népszínháznál. 1984-től 1991-ig a Szkéné Színház grafikusaként dolgozott.
1991-ben kapott tanári és grafikusművész diplomát a Magyar Képzőművészeti Főiskolán. Bélyegtervezői munkája elismeréseként 1996-ban vette át a Magyar Posta Művészeti Díját.
Számos könyvborítót tervezett többek között a Magvető, az Európa és a Szépirodalmi Könyvkiadó számára. Három éven keresztül fotózott és illusztrált a Magyar Playboy számára. 2003–2005 között tervezte és tördelte az Újbuda című újságot. Itt kezdett el komolyabban foglalkozni az újságírással és sajtófotóval.
Fotózással és festészettel foglalkozik.

## Egyéni kiállításai
- 1981. Gödöllő, GATE Kollégiuma (festmény)
- 2006. Solymár (fotó)
- 2007. Nagykovácsi, Közösségi Ház (festmény és fotó)
- 2008. Budapest, Residence Izabella Apartment Hotel (festmények)
- 2008. Budapest, Szépművészeti Múzeum – NFÜ (épületfotó)
- 2008. Budapest, Kortárs Építészeti Központ (fotó)
- 2008. Budapest, IF kávézó (festmény)
- 2009. Budapest, Austeria Könyvesbolt (fotó)

## Csoportos kiállításai
- 1988. Budapest, Kongresszusi Központ (logotipia)
- 2002., 2003. Nagykovácsi, Linum Művészeti Fesztivál (festmény)
- 2004., 2005., 2006., Nagykovácsi, Művészeti Fesztivál (festmény)
- 2006. Budapest, Polgárok Háza (festmény)
- 2008. Nagykovácsi, Művészeti Fesztivál (festmény)
- 2008. Budapest, IF kávézó (festmény)
- 2009. Budapest, Barakk Galéria (festmény)
- 2010. Budapest, Boulevard és Brezsnyev Galéria (festmény)

## Köztéri műve
- 2006. Nagykovácsi, Tisza István tér. Az 1848–49-es szabadságharc és az aradi vértanúk emlékére (szobor)

## Bélyegtervei
(Zárójelben a kibocsátás éve)
- Történelmi arcképcsarnok – Báthory István, Bocskai István, Bethlen Gábor (1992)
- Szkíták emlékei Magyarországon (1993)
- Magyar tengeri hajók – Szent István gőzhajó, Szent István csatahajó (1993)
- Európa nagy útjai (1993)
- Ősemberi leletek Magyarországon (1993)
- 175 éves a Magyaróvári agrár felsőoktatás (1993)
- Az ifjúságért – keretrajz (1993)
- Európai kortárs művészet Makovecz Imre – keretrajz (1993)
- Veszélyeztetett állatok – túzok (1994)
- A Holocaust áldozatai emlékére (1994)
- 50 éves a Nemzetközi Polgári Repülési Szervezet (1994)
- Húsvét – keretrajz (1994)
- Árpád-házi Szent Erzsébet emlékére (1995)
- 100 éves a Nobel díj (1995)
- Karácsony – keretrajz (1995)
- Húsvét (1995)
- 50 éves az UNICEF (1996)
- 2. Európai Matematikai Kongresszus (1996)
- 100 éves a Magyar Újságírók Országos Szövetsége (1996)
- 200 éve született Wesselényi Miklós (1996)
- Karácsony – keretrajz (1996)
- Stressz Világkongresszus (1997)
- Történetek és legendák – A csodaszarvas, Géze fejedelem halála (1997)
- 68. Súlyemelő Világbajnokság (1997)
- 70. Bélyegnap (1997)
- Karácsony – keretrajz (1997)
- Karácsony – keretrajz (1998)
- Vallástörténet – templomok (Izrael–Magyarország közös kiadás) (2000)

## Postai levelezőlapok
(Zárójelben a kibocsátás éve)
- 100 éve született Szent-Györgyi Albert (1993)
- 350 éve született Zrínyi Ilona (1993)
- 180 éve született Egressy Béni (1994)
- 25 éves a budapesti Metro (1995)
- XIII. Ifjúsági Atlétikai Európa-bajnokság (1995)
- Karácsony (1995)
- 900 éve halt meg Szent László (1995)
- 47. Nemzetközi Vasutas Eszperantó Kongresszus (1995)
- Hajdúhét (1995)
- Birkózó Európa-bajnokság (1996)
- Karácsony (1996)
- 100 éves a Magyar Újságírók Országos Szövetsége (1996)
- Öskü (1997)

## Külső hivatkozások
- Kertész Dániel weblapja